# René Magritte
René François Ghislain Magritte (n. 21 noiembrie 1898, Lessines, Valonia, Belgia – d. 15 august 1967, Schaarbeek, Comunitatea Francofonă din Belgia⁠(d), Belgia) a fost un pictor belgian, reprezentant de frunte al suprarealismului în pictură.

## Începuturi
Încă din tinerețe, Magritte își pune imaginația sa neobișnuită în slujba picturii, care îi permite să-și transforme visele și viziunile în tablouri. Pictura lui Magritte, reflectare a gândirii sale misterioase, se bazează pe întâlnirea minunată și neașteptată dintre irealitate și cotidian. În felul acesta el seamănă cu De Chirico și cu artiștii dadaiști, cu care împărtășește același caracter remarcabil și ironia. Între anii 1920-1967 pictează aproximativ o mie de tablouri, care vor constitui o sursă de inspirație pentru generațiile viitoare de pictori.
René Magritte primește primele lecții de desen în Châtelet la vârsta de 12 ani. Liniștea tinereții îi este în mod dramatic întreruptă în noaptea de 24 februarie 1912: mama sa se sinucide aruncându-se într-un râu. Magritte sosește la Bruxelles în anul 1915 și se înscrie la Academia Regală de Arte Frumoase, pe care o va frecventa cu intermitențe vreme de doi ani. În 1918 ies la iveală primele sale lucrări, un afiș de reclamă și câteva desene în revista "Au volant" ("La volan"). Își câștigă existența muncind la o fabrică de tapete, dar nu încetează să picteze. La 28 iunie 1922 se căsătorește cu Georgette Berger, care îi va sta alături până la sfârșitul vieții.

## Perioada de după anul 1920
De la începutul anilor 1920, pictorul începe să întâlnească personalități marcante ale avangardei artistice, care în scurtă vreme va forma suprarealismul belgian. Printre aceștia se numără Paul Nougé, care la Bruxelles joacă rolul lui André Breton în mișcarea suprarelistă. Magritte se află la început sub puternica influență a cubismului și dadaismului, publică aforisme în revista "391", fondată de Francis Picabia. Pe la sfîrșitul anului 1925, pictează primele sale tablouri suprareliste. Prima expoziție individuală a lui Magritte are loc în anul 1927 la galeria "Le Centaure" din Bruxelles.
În septembrie 1927 pleacă în Franța și se stabilește la Perreux-sur-Marne lângă Paris. Stabilește contacte cu câțiva artiști plastici, printre care Hans Arp, Joan Miró, Salvador Dalí și cu poeții Paul Eluard și André Breton și se încadrează în grupul suprarealist parizian. Din această perioadă datează compoziția "Îndrăgostiții" (în mai multe versiuni). Vălurile care ascund chipurile personajelor sugerează universalitatea iubirii și aduc totodată în discuție tema dualității și a reflectării existenței. În 1929 operele sale sunt prezentate la o expoziție colectivă organizată la Paris, colaborează la revista "La Révolution surréaliste" cu un articol "Les mots et les images" ("Cuvintele și imaginile") pe marginea relațiilor dintre cuvinte și proiecția lor imagistică în realitate.
În anul 1929 a realizat tabloul Trădarea imaginilor (Aceasta nu este o pipă) (în franceză La trahison des images (Ceci n’est pas une pipe)).

## Perioada de după anul 1930
În anul 1930, Magritte se întoarce în Belgia; în următorii 24 de ani va locui în Bruxelles, creează din ce în ce mai mult, se înmulțesc expozițiile și aparițiile sale editoriale. Începând din anul 1932 reînnoiește legăturile cu prietenii săi din Paris, în anul 1933 ia parte la expoziția suprarealiștilor organizată la galeria pariziană "Kolle", ca reprezentant oficial și activ al grupului de suprarealiști belgieni.
Magritte dobândește renume internațional. Participă la importanta expoziție "Le Nu dans l'art vivant" ("Nudul în arta vie", 1934), organizată la Bruxelles, execută compoziția "Violul" pentru coperta cărții lui André Breton "Qu'est-ce que c'est le surréalisme?" ("Ce este suprarealismul?"). În anii următori organizează o expoziție individuală la New York (1936) și participă la prima "Expoziție Internațională a Suprarealismului" la Londra (1937).

## Perioada de după anul 1940
Din anul 1940 participă în mod activ cu articole în paginile revistei "L'Invention collective", în care pictorii și scriitorii belgieni se străduiesc să pună capăt tăcerii artiștilor din țările afectate de război. Ei se pronunță în mod deschis în favoarea "revoluției proletare". Magritte, de altfel, va adera la partidul comunist belgian în anul 1945, dar se va retrage câteva luni mai târziu.
Sub influența atrocităților războiului, Magritte își schimbă stilul, pictând în manieră impresionistă sau expresionistă, fără a se bucura de prea mult succes, revine însă la suprarealism și, în 1948, organizează prima lui expoziție individuală la Paris, la "Galerie du Faubourg".

## Perioada de după anul 1950
La începutul anilor cincizeci, mai multe instituții și-l dispută pe Magritte în vederea efectuării unor lucrări de decorațiuni interioare, astfel execută printre altele plafonul de la "Théâtre Royal" din Bruxelles și opt compoziții pentru salonul cazinoului din Knokke-Heist, pe litoralul belgian al Mării Nordului, iar mai târziu va realiza și câteva picturi murale pentru "Palais des Beaux-Arts" din Charleroi și pentru clădirea congresului din Bruxelles. Artistul pictează adeseori mai multe versiuni ale aceleiași idei, cum ar fi compoziția "Bărbat cu melon", ascunderea chipului personajului reprezentat fiind la el ceva obișnuit, probabil el însuși se ascunde în spatele acestui individ anonim. Bărbatul cu melon, static și imobil, pare să fie lipsit de viață.

## Perioada de după anul 1965
În 1965 Magritte pleacă la New York cu ocazia retrospectivei operei sale organizată de "Museum of Modern Art". Sănătatea lui este deja șubredă, când, în anul 1967, pleacă la Verona în Italia, unde se lucrează în atelierul de mulaje la definitivarea unor opere sculpturale. Reușește să facă unele retușuri și să semneze matrița de ceară, dar nu va mai apuca să-și vadă lucrările terminate. Moare la 15 august 1967 la Bruxelles, în urma unui cancer de pancreas.
La 2 iunie 2009 s-a deschis la Bruxelles, într-una din clădirile majestuoase ale Muzeelor Regale de Arte Frumoase ale Belgiei, Muzeul René Magritte, care expune cea mai mare colecție din lume de opere ale sale.